# Пыженков, Владимир Ильич
Владимир Ильич Пыженков (род. 23 ноября 1936, Липная Горка, Ленинградская область) — российский учёный, доктор биологических наук, профессор. Ведущий научный сотрудник Всероссийского института растениеводства, заведующий кафедрой селекции и семеноводства, биотехнологии Санкт-Петербургского государственного аграрного университета. Кавалер ордена Дружбы.

## Биография
Владимир Ильич Пыженков родился 23 ноября 1936 года в деревне Липная Горка Тихвинского района Ленинградской области.

## Научная работа
Опубликовал статью «Электрофорез белков семян в сортовой идентификации овощных культур».

## Критика
Пыженков известен попытками дискредитировать посмертную репутацию Николая Вавилова. Как отмечается в открытом письме Учёного совета ВИР:
субъективное, а главное недобропорядочное представление его образа В. И. Пыженковым, не может не вызывать у нас чувство крайнего недоумения и протеста. После того как опусы означенного автора начала цитировать одна из самых читаемых в стране газет, Учёный совет ВИР вынужден заявить о своем крайне отрицательном отношении к «творчеству» В. И. Пыженкова, порочащего память великого учёного — славу отечественной и мировой науки… …излюбленный творческий приём В. И. Пыженкова: выискивание неких, на его взгляд, нелицеприятных фактов и несоответствий в биографии и научном творчестве Н. И. Вавилова. При этом факты, выдернутые из исторического и смыслового контекста, зачастую приобретают у него значение, обратное истинному положению дел. Работы данного автора изобилуют фактическими ошибками…, подменой понятий, морализаторством. В итоге изложенное Пыженковым не только не соответствует этическим нормам, но и самим научным и историческим фактам… Верхом крайнего цинизма представляется нам цитата Пыженкова…: «Подлинно всемирную известность доставили ему не его научные открытия при жизни, а его трагическая смерть». Ещё при жизни Николая Ивановича всемирно известные учёные оценивали его деятельность и работу возглавляемого им ВИРа как заслуживающую быть поставленной «…на первое место среди наших достижений…», как «самый важный памятник для применения науки к сельскому хозяйству в течение этого столетия»…

## Работы

### Работы по овощеводству
- Пыженков В. И., Малинина М. И. Культурная флора, том XXI. Тыквенные (огурец, дыня). — М.: Колос, 1994. — 288 с.
- Овощные культуры защищенного грунта. Сборник / Составитель В. И. Пыженков. — Л.: Лениздат, 1981. — 144с.
- Гаврилюк И. П., Губарева Н. К., Смирнова Е. В., Пыженков В. И. Электрофорез белков семян в сортовой идентификации овощных культур // Аграрная Россия. — № 2. — С. 13.

### Работы о Вавилове
В указанных работах содержится критика академика Н. И. Вавилова
- Пыженков В. И. Н. И. Вавилов, его «Центры происхождения культурных растений» и ИНТРОДУКЦИЯ. — СПб., 2008. — 62 с.
- Пыженков В. И. Николай Иванович Вавилов — ботаник, академик, гражданин мира. — М.: Самообразование, 2009.
- Пыженков В. И. Николай Иванович Вавилов и его «закон гомологических рядов в наследственной изменчивости» / В. И. Пыженков; С.-Петерб. гос. аграр. ун т, Каф. селекции и семеноводства. — СПб., 2006. — 27 с.
- Пыженков В. И. Н. И. Вавилов и Нью-Йоркское отделение Бюро прикладной ботаники (ВИР) / В. И. Пыженков ; Каф. генетики, селекции и семеноводства С.-Петерб. гос. аграр. ун-та. — СПб., 2007. — 50 с.